# 오쿠타마정
오쿠타마정(일본어: 奥多摩町 오쿠타마마치[*])는 일본 도쿄도 다마 지역 북서부에 있는 니시타마군의 정이다.
다마 지역의 3개 정 중 하나이며 면적은 도쿄도의 지자체 중 가장 넓다. 오메시로의 통근율은 16.4%로 나온다.

## 역사

### 에도 시대
에도 시대에 현재의 오쿠타마 지역은 16개의 촌으로 나뉘어 있었다. 각각의 촌에는 촌민들을 대표하는 촌장이 있었다. 또한 에도 시대에 다카노스산은 낮은 계층의 사람들이 출입하는 것이 금지되어 있었다. 이것은 이곳이 상류층들을 위한 매사냥터였기 때문이다.

### 현대
행정 구역 체계의 변화와 현으로의 통합으로 오쿠타마 지역은 고타바촌을 제외하고는 니라야마현의 일부가 되었다. 고타바촌은 1871년에 마에바시현의 관할이 되었다가 군마현의 일부가 된다. 1889년에 오쿠타마 지역은 새로운 시정촌 행정구역 체계에 따라 세 개의 촌으로 나뉘었다. 세 개의 촌은 고리카와촌, 고리촌, 오고우치촌으로 불렸다. 1940년에 고리카와촌은 고리카와정으로 승격되었다. 1955년에 고리카와정, 고리촌, 오고우치촌이 합쳐져 오쿠타마정이 설치되었다.

## 지리
다마 지역에 위치하며 대부분이 산지이다. 도쿄에서 가장 넓은 자치체이자 도쿄에서 가장 높은 산인 구모토리산이 있다. 정의 많은 부분이 숲으로 덮여있으며 다마강의 상류가 이곳에 위치한다.
도쿄도 오메시, 아키루노시, 히노하라촌과 접하고 사이타마현 지치부시, 한노시와 접하며 야마나시현 우에노하라시, 고스게촌, 다바야마촌과 접한다.

## 자연

### 산
- 구모토리산
- 미토산
- 오다케산
- 가와노리산
- 고젠산

### 강
- 다마강
- 히노하라강

### 호수
- 오쿠타마호
- 시로마루호

## 인구
| 연도 | 인구   | ±%     |
| ---- | ------ | ------ |
| 1920 | 9,514  | —      |
| 1930 | 10,896 | +14.5% |
| 1940 | 12,543 | +15.1% |
| 1950 | 16,287 | +29.8% |
| 1960 | 13,785 | −15.4% |
| 1970 | 11,733 | −14.9% |
| 1980 | 9,808  | −16.4% |
| 1990 | 8,752  | −10.8% |
| 2000 | 7,575  | −13.4% |
| 2010 | 6,045  | −20.2% |

## 기후
| 오쿠타마정의 기후                                            | 오쿠타마정의 기후 | 오쿠타마정의 기후 | 오쿠타마정의 기후 | 오쿠타마정의 기후 | 오쿠타마정의 기후 | 오쿠타마정의 기후 | 오쿠타마정의 기후 | 오쿠타마정의 기후 | 오쿠타마정의 기후 | 오쿠타마정의 기후 | 오쿠타마정의 기후 | 오쿠타마정의 기후 | 오쿠타마정의 기후 |
| 월                                                           | 1월               | 2월               | 3월               | 4월               | 5월               | 6월               | 7월               | 8월               | 9월               | 10월              | 11월              | 12월              | 연간              |
| ------------------------------------------------------------ | ----------------- | ----------------- | ----------------- | ----------------- | ----------------- | ----------------- | ----------------- | ----------------- | ----------------- | ----------------- | ----------------- | ----------------- | ----------------- |
| 역대 최고 기온 °C (°F)                                       | 17.8 (64.0)       | 20.9 (69.6)       | 22.9 (73.2)       | 30.6 (87.1)       | 33.0 (91.4)       | 34.3 (93.7)       | 36.3 (97.3)       | 36.4 (97.5)       | 35.0 (95.0)       | 30.2 (86.4)       | 24.0 (75.2)       | 22.8 (73.0)       | 36.4 (97.5)       |
| 일평균 최고 기온 °C (°F)                                     | 6.8 (44.2)        | 7.6 (45.7)        | 10.9 (51.6)       | 16.5 (61.7)       | 21.1 (70.0)       | 23.4 (74.1)       | 27.4 (81.3)       | 28.5 (83.3)       | 24.3 (75.7)       | 18.8 (65.8)       | 14.0 (57.2)       | 9.3 (48.7)        | 17.4 (63.3)       |
| 일일 평균 기온 °C (°F)                                       | 1.5 (34.7)        | 2.2 (36.0)        | 5.5 (41.9)        | 10.8 (51.4)       | 15.6 (60.1)       | 18.9 (66.0)       | 22.6 (72.7)       | 23.5 (74.3)       | 19.8 (67.6)       | 14.3 (57.7)       | 8.8 (47.8)        | 3.9 (39.0)        | 12.3 (54.1)       |
| 일평균 최저 기온 °C (°F)                                     | −2.4 (27.7)       | −1.9 (28.6)       | 1.0 (33.8)        | 5.8 (42.4)        | 10.9 (51.6)       | 15.3 (59.5)       | 19.3 (66.7)       | 20.1 (68.2)       | 16.6 (61.9)       | 10.9 (51.6)       | 5.0 (41.0)        | 0.1 (32.2)        | 8.4 (47.1)        |
| 역대 최저 기온 °C (°F)                                       | −9.3 (15.3)       | −11.6 (11.1)      | −8.1 (17.4)       | −3.8 (25.2)       | 0.7 (33.3)        | 7.5 (45.5)        | 12.4 (54.3)       | 13.2 (55.8)       | 6.2 (43.2)        | 1.0 (33.8)        | −2.1 (28.2)       | −6.9 (19.6)       | −11.6 (11.1)      |
| 평균 강수량 mm (인치)                                        | 49.5 (1.95)       | 45.9 (1.81)       | 88.5 (3.48)       | 106.3 (4.19)      | 118.7 (4.67)      | 163.2 (6.43)      | 205.6 (8.09)      | 217.4 (8.56)      | 270.2 (10.64)     | 215.4 (8.48)      | 68.9 (2.71)       | 43.7 (1.72)       | 1,608 (63.31)     |
| 평균 강수일수 (≥ 1.0 mm)                                     | 4.8               | 5.3               | 9.7               | 9.5               | 10.5              | 13.4              | 14.7              | 12.8              | 12.5              | 10.7              | 6.9               | 4.5               | 115.3             |
| 평균 월간 일조시간                                           | 206.5             | 187.7             | 173.0             | 178.4             | 172.2             | 104.2             | 124.8             | 144.6             | 104.5             | 128.7             | 164.5             | 186.5             | 1,874.6           |
| 출처: 일본 기상청 (평년값: 1991년~2020년, 극값: 1976년~현재) |                   |                   |                   |                   |                   |                   |                   |                   |                   |                   |                   |                   |                   |

## 교통

### 도로
- 국도 139호선
- 국도 411호선

### 철도
- 동일본 여객철도 오메선

## 자매 도시
- 중화인민공화국 저장성 춘안현